# NGC 4562
NGC 4562 (również NGC 4565A, PGC 41955 lub UGC 7758) – galaktyka spiralna z poprzeczką (SBcd), znajdująca się w gwiazdozbiorze Warkocza Bereniki. Odkrył ją Wilhelm Tempel w 1882 roku.